# Вихід із тіні
«Ви́хід із ті́ні» (пол. Wyjście z cienia) — роман польського письменника Януша Зайделя у жанрі соціальної фантастики. Вийшов 1983 року у видавництві «Czytelnik». У книзі розповідається про захоплення Землі прибульцями з космосу використовуючи комуністичний тоталітаризм. 1984 року за цей роман Польська асоціація любителів фентезі нагородила автора престижною премією «Золота сепулька».

## Сюжет
Головний герой роману — хлопчик Тім. Зростаючи, він поступово, чимраз більше дізнається про світ і життя, що його оточує. Завдяки цьому, читаючи роман, читач також усе більше дізнається як влаштований світ, в якому проживав Тім. На світі тому жили прибульці, що називали себе Проксами. Вісімдесят років тому, прибувши на Землю, вони допомагали людям у розвитку й захищали від нападників — Ельгомаджів. Але Тім дізнається, що Прокси, насправді, не ті за кого себе видають.
Впроваджуючи раціоналізаторські пропозиції, які б мали вирішити всі політичні й економічні проблеми між країнами Землі, Прокси розподіляють Землю на, так звані, квадрати за градусною сіткою. Одним словом, новий розподіл Землі полегшить Проксам тримати контроль над людьми й при цьому, їм майже не потрібно буде спілкуватися з ними. На кордонах квадратів Прокси встановлювали лазерні башти, які стріляли в будь-кого, хто намагався перетнути роздільну лінію, стріляючи при цьому навіть у птахів.
Окупація й економічна експлуатація Землі виникли через те, що прибульцям дуже сподобалася земна їжа. Овочі, фрукти, гриби, мед і т. д. Гірше того, більшість Землян готові були співпрацювати з Проксами для власної користі, інколи, навіть знаючи при цьому, що вони роблять.
Найбільше дивувало в цій політиці викреслення мурах із підручників. Пропагандисти офіційно стверджували, що цих комах не існує, а прибульці розпилювали над лісами інсектициди, щоб знищити цих комах.
Наш головний герой бере участь у русі опору проти загарбників. В одній із дій Тім виявляє, що кабель, який з'єднаний зі скафандрами Проксів і дає інтенсивні сигнали вночі, зроблений з оптичного волокна. Узявши це до уваги, було висунуто гіпотезу, що Прокси залежні від постійного джерела світла. При цьому люди дійшли висновку, що планета Проксів постійно стоїть однією стороною до батьківської зірки.
Проривом у романі стає сонячне затемнення, яке вбиває багатьох Проксів, оскільки прибульці не передбачали цього явища. Один із героїв скористався цим, щоб проникнути на космодром і викрасти зразок ракетної оболонки Проксів. Проаналізувавши її, з'ясувалося, що вона складається з таких же елементів, як і в ракетах Ельгомаджів, що нападали на Землю 80 років тому. Таким чином, люди зрозуміли, що вони стали жертвою шахрайства.

У вступі до свого роману Зайдель дякує Джулії Нидецькій — авторці оповідання «Солідарність». Завдяки їй він написав роман «Вихід із тіні».